# John Venn
John Venn (født 4. august 1834 i Kingston upon Hull, Yorkshire, død 4. april 1923 i Cambridge) var en britisk matematiker, filosof og anglikansk præst.
Han er kendt for at have introduceret Venn-diagrammet, som anvendes inden for den gren af matematikken som betegnes mængdelære.
John Venn stammede fra en lang række af anglikanske præster og var den ældste søn af præsten Henry Venn og Martha Sykes Venn. Hans mor døde da han var tre år, og han blev derefter uddannet af private lærere og i privatskoler med henblik på at fortsætte familietraditionen inden for den anglikanske kirke som præst. 
I 1853 blev han optaget på Gonville and Caius College ved Cambridge University, hvorfra han afsluttede uddannelsen i matematik i 1857, og startede med at undervise. I 1859 blev han ordineret som anglikansk præst, men samtidig fortsatte Venn som underviser inden for logik og videnskabsfilosofi på Gonville and Caius i Cambridge, hvor han blev lektor i 1862.
John Venn trak sig tilbage fra præstegerningen i 1883 efter stigende vanskeligheder ved at forlige denne med sin filosofiske overbevisning. Han fungerede derefter som leder af Gonville and Caius College i Cambridge fra 1903 til sin død i 1923.
I 1868 blev han gift med Susanna Carnegie Edmonstone, og sammen fik de sønnen John Archibald Venn, der blev økonom og i en periode var rektor for Cambridge University.